# Julien Prosser
Julien Prosser (Bunbury, 11 juni 1972) is een voormalig Australisch beachvolleyballer. Hij nam deel aan drie opeenvolgende Olympische Spelen.

## Carrière

### 1990 tot en met 1998
Prosser begon zijn internationale beachvolleybalcarrière in 1990 toen hij met Andrew Burdin in de FIVB World Tour debuteerde. Het duo deed dat jaar mee aan drie toernooien met een tiende plaats in Sète als beste resultaat. Het jaar daarop namen ze deel aan zes toernooien. Ze behaalden daarbij met een derde plek in Yokohama hun eerste podiumplaats en eindigden in Sydney en Cap d'Agde verder als zevende. In 1992 kwamen ze bij vijf toernooien tot twee vierde plaatsen (Sydney en Enoshima) en een zevende plaats (Rio de Janeiro). Een jaar later volgden zesde plaatsen in Rio en Enoshima en in 1994 behaalden ze bij zes toernooien onder meer een zesde (Miami) en zevende plaats (Rio). Daarnaast deden Prosser en Burdin mee aan de Goodwill Games in Sint-Petersburg waar ze als vierde eindigden achter de Amerikanen Sinjin Smith en Bruk Vandeweghe. Het jaar daarop speelde hij nog een wedstrijd met Burdin waarna hij van partner wisselde naar Lee Zahner. Datzelfde jaar waren Prosser en Zahner nog actief op veertien toernooien in de mondiale competitie. Ze behaalden daarbij onder andere een vijfde (Enoshima) en een zevende plaats (Marbella).
In 1996 deed het tweetal mee aan tien reguliere toernooien in de World Tour waarbij ze onder meer een derde (Berlijn), een vierde (João Pessoa) en twee vijfde plaatsen (Espinho en Lignano) behaalden. Daarnaast vertegenwoordigden ze Australië bij het eerste olympische beachvolleybaltoernooi in Atlanta. Ze verloren in de tweede ronde van het Amerikaanse duo Mike Dodd en Mike Whitmarsh en in derde ronde van de herkansing van de Cubanen Francisco Álvarez en Juan Rosell, waardoor ze op een gedeelde negende plaats eindigden. Het daaropvolgende seioen namen Prosser en Zahner deel aan de eerste officiële wereldkampioenschappen in Los Angeles. Daar bereikten ze de achtste finale die verloren werd van de Amerikanen Kent Steffes en Dain Blanton. Bij de overige acht toernooien in de mondiale competitie eindigden ze eenmaal als derde (Marseille), eenmaal als vierde (Rio) en eenmaal als vijfde (Lignano). Bovendien speelden ze een wedstrijd in de Amerikaanse AVP Tour. In 1998 was het tweetal actief op tien reguliere FIVB-toernooien met drie vijfde plaatsen (Toronto, Oostende en Alanya) als beste resultaat. Daarnaast eindigden ze als vierde bij de Goodwill Games in New York achter het Argentijnse duo Martín Conde en Eduardo Martínez. In de Amerikaanse competitie kwamen Prosser en Zahner bij drie toernooien tot een negende plaats in San Antonio.

### 1999 tot en met 2006
Het jaar daarop speelden ze elf reguliere wedstrijden in de World Tour met een derde plaats in Oostende en vijfde plaatsen in Stavanger, Klagenfurt en Tenerife als resultaat. Bij de WK in Marseille eindigden ze eveneens op een gedeelde vijfde plaats nadat ze in de laatste ronde van de herkansing werden uitgeschakeld door de latere wereldkampioenen Emanuel Rego en José Loiola. In 2000 deden Prosser en Zahner in aanloop naar de Spelen in eigen land mee aan tien toernooien. Ze kwamen daarbij tot twee derde (Mar del Plata en Toronto) en twee zevende plaatsen (Chicago en Marseille). In Sydney verloor het duo de eerste wedstrijd van de Mexicanen Joel Sotelo en Juan Ibarra, waarna via de herkansingen de achtste finale werd bereikt die verloren ging tegen de Zwitserse broers Martin en Paul Laciga. Het daaropvolgende seizoen boekten ze in Berlijn hun eerste overwinning op mondiaal niveau. Bij de WK in Klagenfurt strandden ze in de achtste finale tegen Emanuel en Tande Ramos. Bij de Goodwill Games in Brisbane wonnen ze de wedstrijd om de vijfde plaats van Emanuel en Rogério Ferreira. Bij de overige negen toernooien kwam het tweetal tot een vijfde plaats in Oostende. Het jaar daarop waren ze actief op zeven toernooien, waarbij ze drie keer als vijfde einigden (Berlijn, Gstaad en Marseille).
Vervolgens vormde Prosser twee seizoenen lang een team met Mark Williams. Het eerste jaar was een derde plaats in Stavanger het beste resultaat. Bij de WK in Rio einidgden ze op een gedeelde negende plaats nadat  de achtste finale verloren werd van Patrick Heuscher en Stefan Kobel uit Zwitserland. Bij de acht overige toernooien kwamen ze niet in de top tien terecht. In 2004 namen ze deel aan negen toernooien in de World Tour waarbij ze drie vijfde plaatsen (Budva, Espinho en Klagenfurt) en een zevende plaats (Carolina) behaalden. Bij de Olympische Spelen in Athene verloren ze de halve finale van het Spaanse duo Javier Bosma en Pablo Herrera. In de wedstrijd om het brons waren Heuscher en Kobel opnieuw te sterk, waardoor Prosser en Williams als vierde eindigden. Het jaar daarop wisselde Prosser van partner naar Brett Richardson. Ze namen deel aan de WK in Berlijn waar ze in de tweede ronde verloren van Heuscher en Kobel en in de wedstrijd daarna werden uitgeschakeld door Dain Blanton en Kevin Wong. Bij de andere zeven wedstrijden in de World Tour was een negende plaats in Montreal het beste resultaat. In 2006 deden ze mee aan vijf toernooien waarbij ze niet verder kwamen dan twee zeventiende plaatsen. In Stare Jabłonki speelde Prosser zijn laatste internationale wedstrijd, waarna hij zijn sportieve carrière beeïndigde.

## Palmares
Kampioenschappen
- 1996: 9e OS
- 1997: 9e WK
- 1999: 5e WK
- 2000: 9e OS
- 2001: 9e WK
- 2003: 9e WK
- 2004: 4e OS

FIVB World Tour
- 1991:  Yokohama Open
- 1996:  World Series Berlijn
- 1997:  Marseille Open
- 1999:  Oostende Open
- 2000:  Mar del Plata Open
- 2000:  Toronto Open
- 2001:  Berlijn Open
- 2003:  Stavanger Open